# 福島敬光
福島 敬光（ふくしま たかみつ、1965年5月28日 - ）は、熊本県出身の元プロ野球選手（内野手）。

## 来歴・人物
荒尾高では、1982年秋季九州大会県予選準決勝に進むが、熊本工の高村洋介、野村裕二のバッテリーに抑えられ敗退。この試合で本塁打を放ち注目されるが、1983年夏も県予選で敗れ甲子園には届かなかった。同年のプロ野球ドラフト会議で読売ジャイアンツから5位指名を受け入団。
一軍出場が無いまま、1985年限りで現役を引退。

## 詳細情報

### 年度別打撃成績
- 一軍公式戦出場なし

### 背番号
- 58 （1984年 - 1985年）